# Abdoulaye Touré
Abdoulaye Touré (* 3. März 1994 in Nantes) ist ein guineischer Fußballspieler. Der defensive Mittelfeldspieler steht seit 2023 beim Le Havre AC unter Vertrag.

## Karriere

### Verein
Touré spielte in der Jugend zunächst für USSA Vertou. 2006 wechselte er in die Jugend des FC Nantes. Sein erstes Spiel in der A-Mannschaft absolvierte er am 15. April 2013 in der Ligue 2 gegen LB Châteauroux, als er in der 78. Minute für Lucas Deaux eingewechselt wurde. Im Januar 2015 wechselte Touré für ein halbes Jahr auf Leihbasis zu Le Poiré-sur-Vie VF, um Spielpraxis zu sammeln. Im Anschluss kehrte er nach Nantes zurück. In Nantes besaß Abdoulaye Touré einen Vertrag bis Sommer 2022. Ein Jahr vor dem Vertragsende wechselte er in die italienische Serie A zum CFC Genua.

### Nationalmannschaft
Touré spielte für diverse Jugendnationalmannschaften Frankreichs und nahm im Zuge dessen unter anderem an der U-17-Fußball-Europameisterschaft 2011 teil.